# Rafael Iriarte (militar)
José Rafael Iriarte Leitona (San Luis Potosí, Nueva España, circa 1775 - Saltillo, marzo de 1811) fue un militar novohispano que se unió a los insurgentes durante el inicio de la guerra de independencia de México.

## Semblanza biográfica
Su padre fue el cura interino de San Luis quien tuvo tres hijos con una mujer de apellido Leitona. Se integró a la milicia como militar de bajo rango. Se le conoció con el apodo de "Cabo Leiton". Fue escribiente de la comandancia militar de San Luis Potosí, sirvió bajo las órdenes de Félix María Calleja. Al estallar la revolución mediante el grito de Dolores, se unió a los insurgentes, recibió el grado de coronel por parte de Miguel Hidalgo. En septiembre de 1810 comenzó a ganar adeptos en León y Lagos, entre ellos al hacendado Pedro de Aranda.
Propagó la rebelión en Zacatecas, se entrevistó con el doctor José María Cos en Aguascalientes a quien le explicó las causas del movimiento insurgente. A partir de ese momento Cos se unió a los insurgentes. El conde de Santiago de la Laguna, intendente de Zacatecas se vio obligado a abandonar la ciudad. Iriarte se dirigió a San Luis Potosí, lugar en donde permitió el saqueo y capturó a la esposa de Calleja, Francisca de la Gándara. Más tarde la intercambió en Aguascalientes por su propia esposa, quien a su vez había sido hecha prisionera por los realistas.
Ignacio Allende e Hidalgo le solicitaron ayuda para que los apoyara en la batalla de Puente de Calderón, sin embargo Iriarte no acudió en su ayuda. Al reunirse con los generales insurgentes le quitaron el rango militar. Logró escapar de la emboscada perpetrada por Ignacio Elizondo en Acatita de Baján.  Cuando se reunió con Ignacio López Rayón en Saltillo, éste lo hizo fusilar de acuerdo a las instrucciones previas que había dejado Allende, quien sospechaba de una posible traición de su parte por no acudir al llamado de Guadalajara y por haber liberado a la esposa de Calleja.